# Tossal d'Alta-riba (Talarn)
El Tossal d'Alta-riba és una petita muntanya de 463,6 metres del terme de Talarn, a la comarca del Pallars Jussà. És a l'extrem meridional del terme, just a llevant del poble de Puigcercós.